# جيرارد برينان
جيرارد برينان (بالإنجليزية: Francis Gerard Brennan)‏ هو قاضي ومحامي أسترالي، ولد في 22 مايو 1928 في روكامبتون في أستراليا.